# Vesícula sináptica
Vesícula sináptica são pequenas esferas ligadas ao extremo dos axônios nos neurônios do sistema nervoso. 

## Características
Possuem um tamanho aproximado de 10 a 20 nanômetros. 
Cumprem um papel fundamental na transmissão de impulsos nervosos pois contém uma gama de moléculas especializadas, chamadas de neurotransmissores, os quais se relacionam com os quimioreceptores dos neurônios pós-sinápticos permitindo assim a o potencial de ação e consequentemente passagem de impulsos elétricos de um neurônio a outro.